# Ametallon paloverdense
Ametallon paloverdense är en stekelart som beskrevs av Christer Hansson 2004. Ametallon paloverdense ingår i släktet Ametallon och familjen finglanssteklar.
Artens utbredningsområde är Costa Rica. Inga underarter finns listade i Catalogue of Life.